# Bandar (Dacca)
Bandar è un sottodistretto (upazila) del Bangladesh situato nel distretto di Narayanganj, divisione di Dacca. Si estende su una superficie di 55,84 km² e conta una popolazione di 312.841 abitanti (dato censimento 1991).